# Hydropsyche orris
Hydropsyche orris är en nattsländeart som beskrevs av Ross 1938. Hydropsyche orris ingår i släktet Hydropsyche och familjen ryssjenattsländor. Inga underarter finns listade i Catalogue of Life.